# Un milliard dans un billard
Pour plus de détails, voir Fiche technique et Distribution.
Un milliard dans un billard est un film franco-ouest-germano-italo-suisse réalisé par Nicolas Gessner et sorti en 1965.

## Synopsis
Dans le sud-ouest de la Suisse à Genève, Bernard Noblet est un petit employé de banque qui s'ennuie de sa vie monotone au guichet. Sa grande passion est le billard, son meilleur ami Roger tient un salon de ce type. Bernard rêve de réaliser un jour un « très gros coup », un coup tordu qui le rendrait riche d'un seul coup. Il partage ce souhait avec Roger. L'amie de Bernard, Juliette, une petite institutrice, n'aurait rien contre le fait de sortir du train-train quotidien et se joindrait volontiers à un tel coup. Lorsqu'il fait un jour la connaissance de Bettina Ralton, dont la mère, telle une éminence grise, dirige une bande de gangsters rusés, son plan prend pour la première fois une tournure concrète. Mais il n'est pas question de se joindre aux malfrats étrangers, ils ne doivent servir que de moyen pour parvenir à leurs fins. Lors d'un tête-à-tête avec Bettina, Noblet apprend que la bande s'attaquera bientôt à la bijouterie située juste en dessous du club de billard de Roger.
Il laisse les spécialistes faire leur travail et, avec l'aide de son ami Roger, un inventeur excentrique, il fabrique quelques diables sauteurs - des personnages de guignol qui, actionnés par un mécanisme d'horlogerie, sortent de leur boîte simultanément. Grâce à ce raffinement technique, les systèmes d'alarme de cinq banques genevoises différentes doivent se déclencher simultanément à ce moment précis. Et c'est ainsi que cela se passe. La police se déploie en force et les malfrats de Madame Ralton peuvent désormais se livrer à leurs activités criminelles en toute sécurité. Mais comme Bernard veut s'en sortir sans se salir les mains, il déclenche en dernier lieu le système d'alarme de la bijouterie. Schmoll et Dr. Worms, qui n'ont aucune idée que la police est occupée ailleurs, abandonnent immédiatement tout et constatent qu'ils peuvent partir sans être reconnus. Bernard et Roger peuvent alors tranquillement faire main basse sur le butin.
Une bonne cachette, au cas où une perquisition serait nécessaire, est également trouvée : Roger place les précieux bijoux dans la table de billard. Face à ce vol raté, Bettina se doute que Bernard pourrait être derrière tout ça, car il était le seul à connaître un détail du vol qui aurait pu conduire à un échec. Bettina se met donc à courtiser violemment Bernard, et le timide rêveur devient docile. Il est temps pour les acolytes de Bettina de reprendre les biens de l'audacieux employé de banque. Mais finalement, la peur d'être dénoncés à la police par Bernard les pousse à quitter le pays en un clin d'œil. Juliette, qui a cru un temps avoir perdu son Bernard au profit de Bettina, le serpent blond, se réconcilie avec son bien-aimé et négocie un accord avec l'assurance concernée de la bijouterie dévalisée. Celle-ci se fera dorénavant une santé auprès de ses autres clients en doublant tout simplement les primes d'assurance à payer par ses clients.

## Fiche technique
- Titre : Un milliard dans un billard
- Réalisation : Nicolas Gessner
- Assistant réalisateur : Michel Lang
- Scénario : Nicolas Gessner
- Adaptation et dialogues : Nicolas Gessner et Charles Spaak
- Photographie : Claude Lecomte
- Musique : Georges Garvarentz
- Son : René Sarazin
- Décors : Paul-Louis Boutié
- Montage : Jean-Michel Gautier
- Sociétés de production : Les Films Copernic, Filmedis, Sancro Film, Atlas Films, Hanns Eckelkamp Filmproduktion, Atlantic Films
- Pays de production :  France /  Italie /  Suisse /  Allemagne de l'Ouest
- Langues originales : allemand, français, italien
- Format : Couleurs eastmancolor
- Durée : 95 minutes
- Genre : comédie policière
- Dates de sortie : 
  - France : 17 septembre 1965
  - Allemagne de l'Ouest : 8 octobre 1965
  - Italie : 6 avril 1966

## Distribution
- Jean Seberg : Bettina Ralton
- Claude Rich : Bernard Noblet
- Elsa Martinelli : Juliette
- Pierre Vernier : Roger
- Jacques Morel : Amédée de Saint-Leu
- Jean-Paul Moulinot : Le bijoutier
- Jacques Balutin : Un agent
- Elisabeth Flickenschildt : Mme Ralton
- France Rumilly : La dame à la bague
- Daniel Ceccaldi : Le capitaine du bateau
- Claude Darget : L'inspecteur cantonal
- Henri Virlojeux : Picard
- Jacques Dynam : Le commissaire
- Pierre Mirat : Un brigadier
- Annette Poivre : La femme de ménage qui déclenche l'alarme
- Jean-Pierre Rambal : Un policier
- Jacques Santi : Un voyageur à l'aéroport
- Norma Dugo : Une femme de ménage
- Bernard Musson : Un policier
- Marcel Gassouk : Un brigadier
- Adi Berber : Max
- Günter Lüdke :  Marcellino
- Werner Schwier : Docteur Worms
- Günther Ungeheuer : Professeur Schmoll
- Marcel Charvey : Ducret, un membre du club de billard (non crédité)
- André Dalibert : Un policier au commissariat (non crédité)
- Laure Paillette : Une femme de ménage (non créditée)
- Jacques Préboist : L'employé à l'aéroport (non crédité)

## Accueil critique
« Ohne ein bedeutendes Werk zu sein, bringt Diamanten-Billard immerhin frischen Wind in die seichte Produktion der sechziger Jahre. Seine multinationale Verpackung, seine Stargarnitur, der charmante Claude Rich, die entzückende Elsa Martinelli und die zerbrechlich-verführerische Jean Seberg, haben sicherlich viel zum Gelingen beigetragen; trotzdem darf man den Chefkoch nicht vergessen: Niklaus Gessner. »
— Hervé Dumont

« Sans être une œuvre majeure, Un milliard dans un billard apporte tout de même un vent de fraîcheur dans la production à l'eau de rose des années soixante. Son emballage multinational, sa garniture de vedettes, le charmant Claude Rich, la délicieuse Elsa Martinelli et la fragile et séduisante Jean Seberg, ont certainement beaucoup contribué à sa réussite ; néanmoins, il ne faut pas oublier le chef de cuisine : Nicolas Gessner »

### Revue de presse
- Jean-Elie Fovez, « Un milliard dans un billard », Téléciné no 126, Paris, Fédération des Loisirs et Culture Cinématographique (FLECC), décembre 1965, p. 40,  (ISSN 0049-3287)
- Albert Bolduc, Positif, no 75, mai 1966, p. 145
- Guy Allombert, La Saison cinématographique 68, septembre 1968, p. 134